# Tirumalai

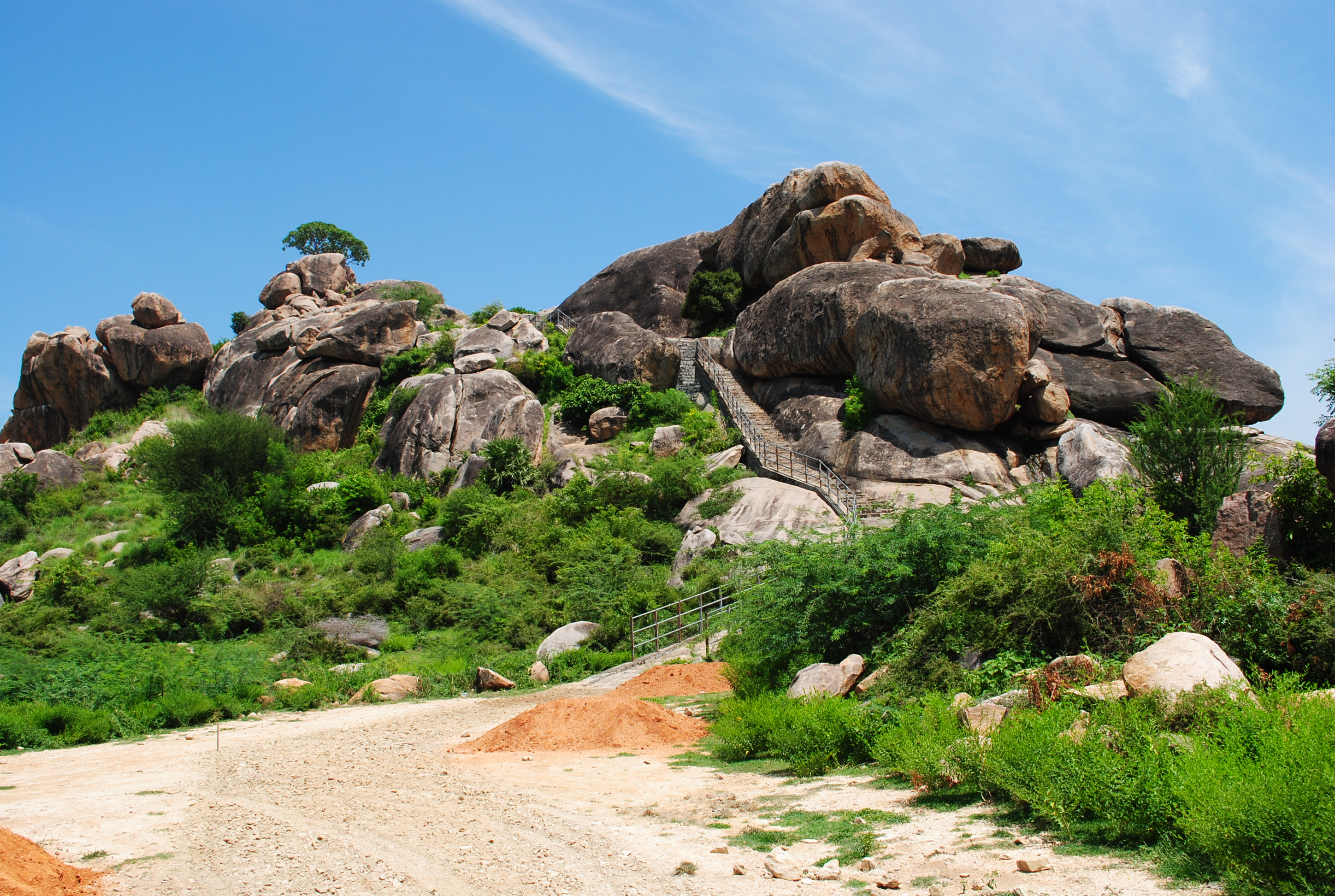
Tempelberg von Tirumalai

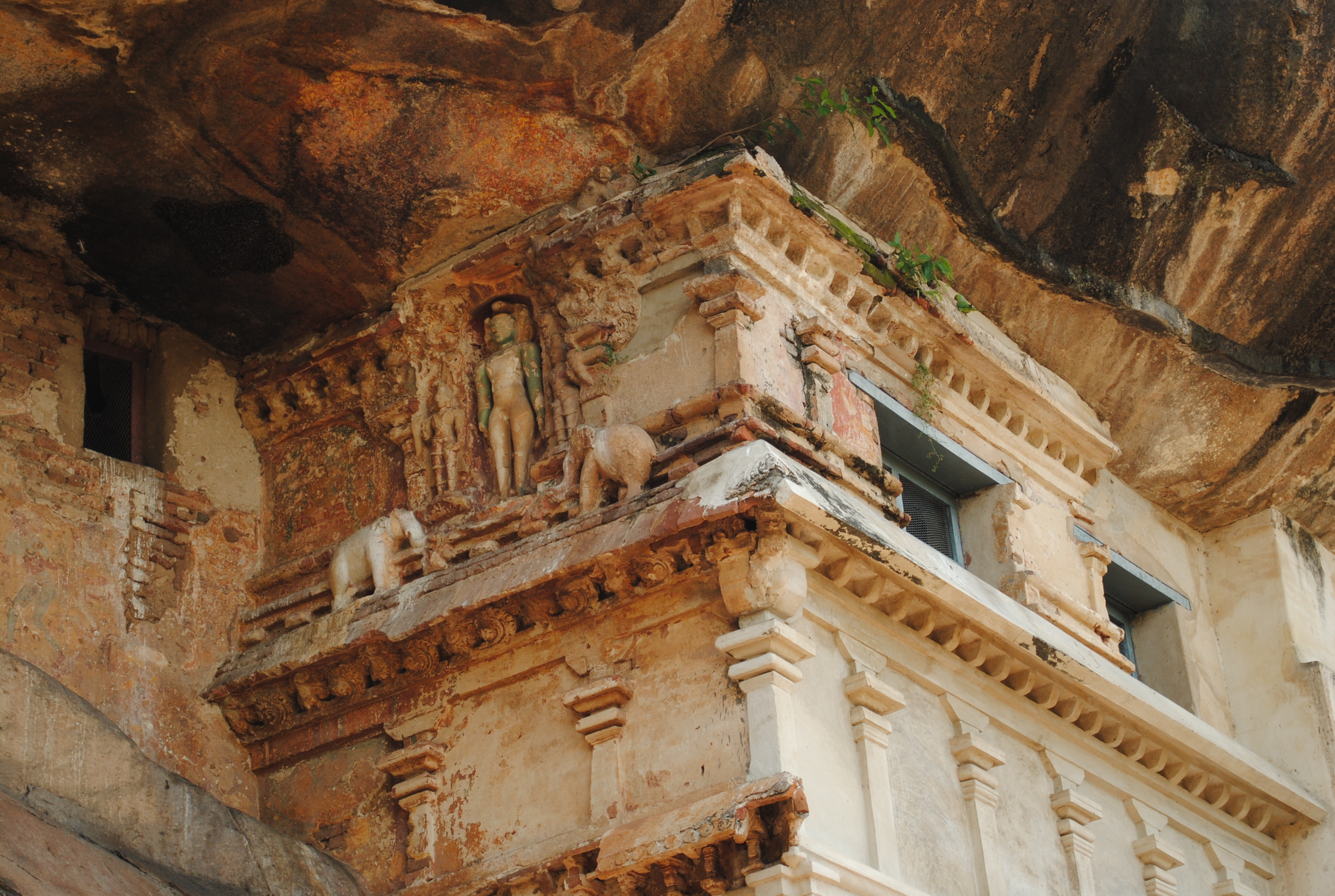
Felsentempel

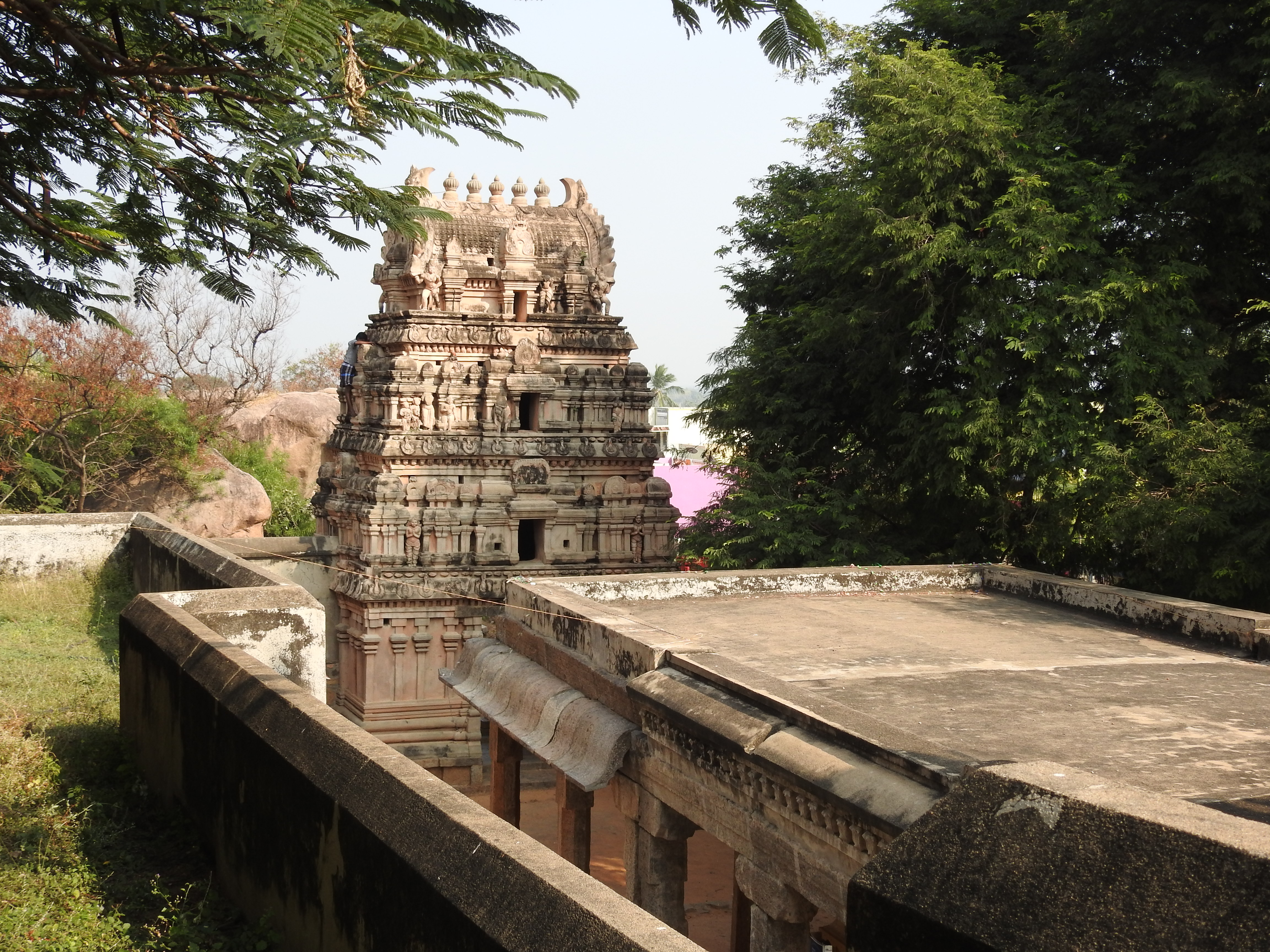
Mahavira-Tempel

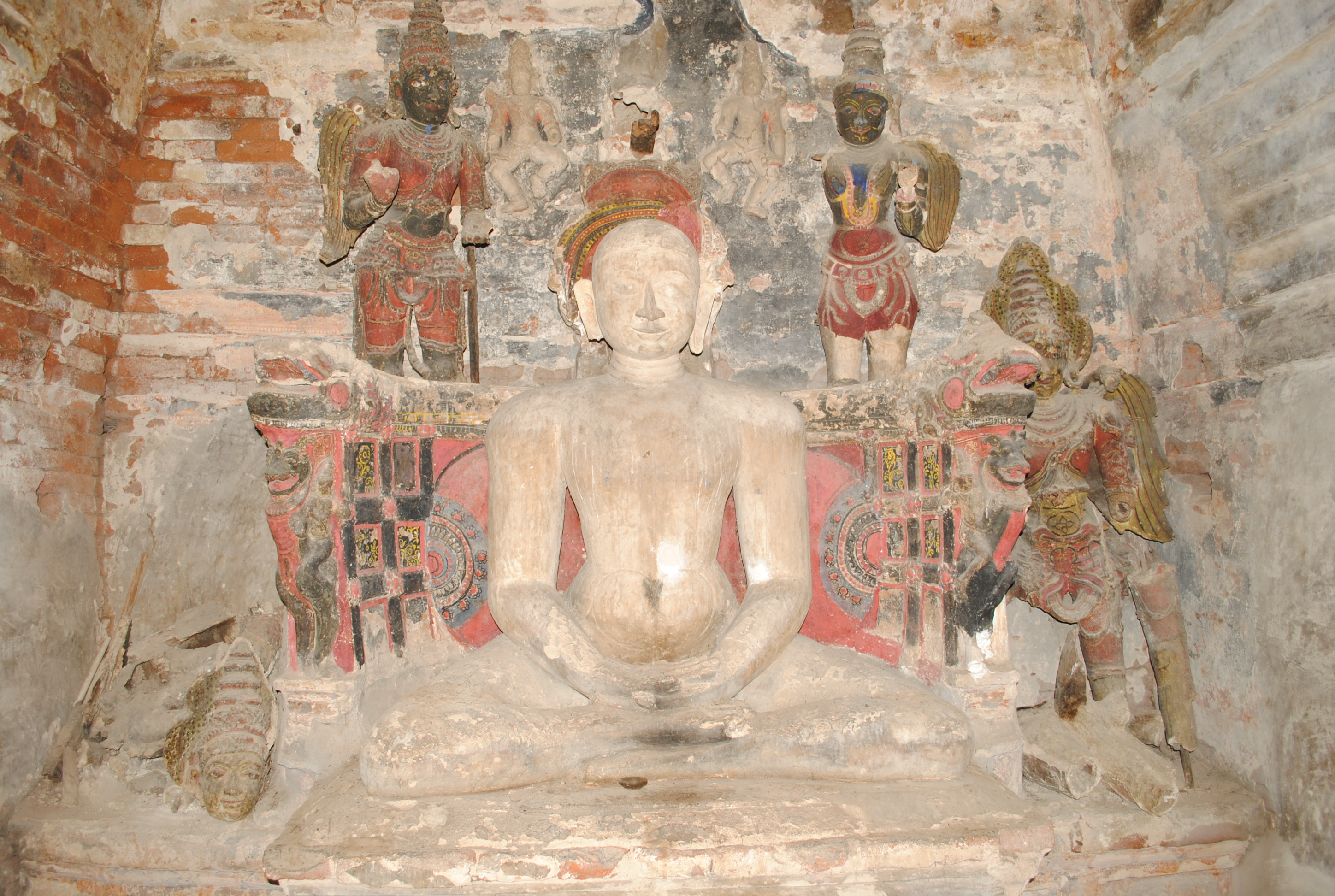
Terracotta-Figuren

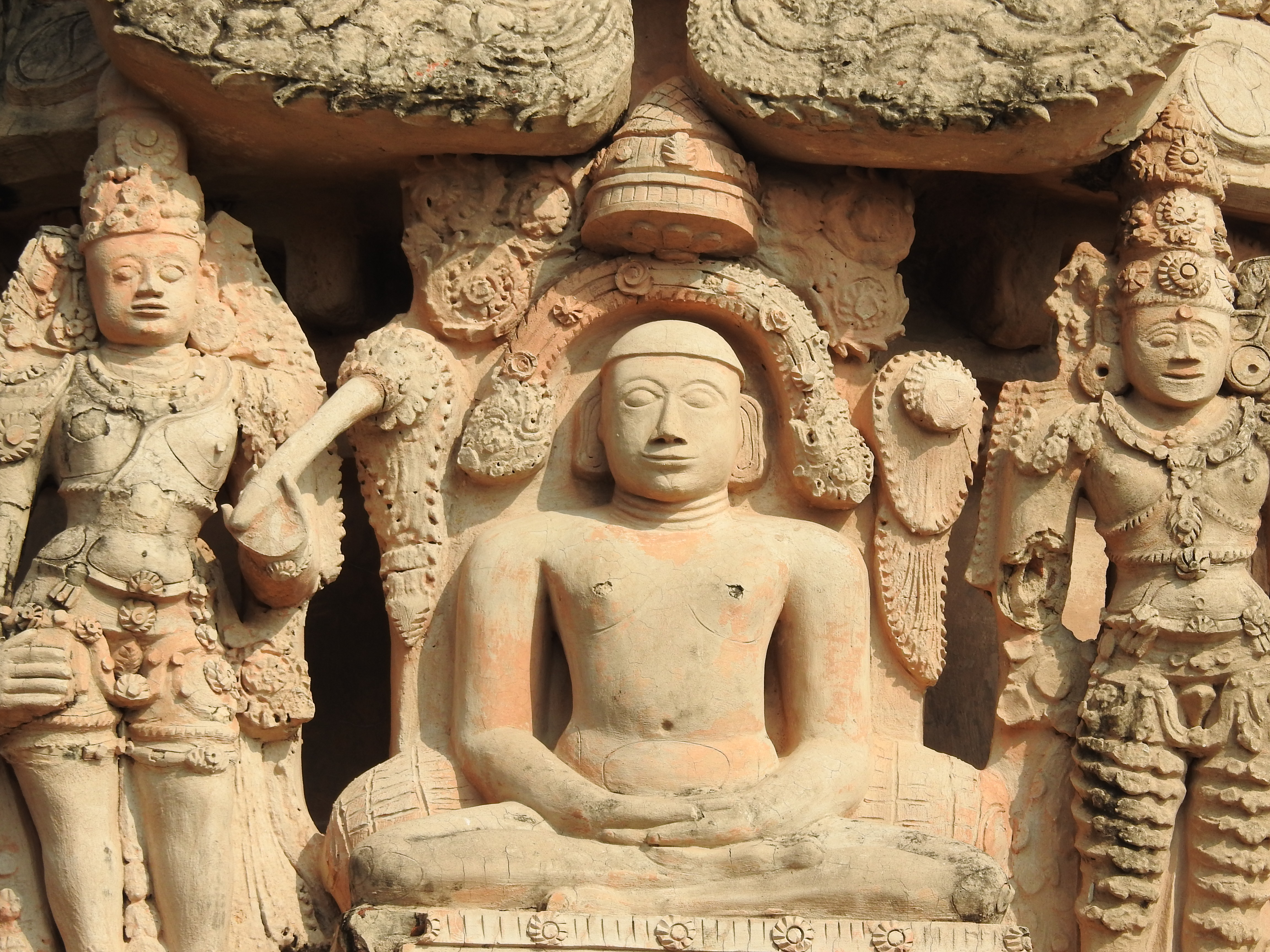
Jaina-Figur mit Dienern vom Turm des Kuntahavai-Tempels

Tirumalai („heiliger Berg“) ist eine bedeutende mittelalterliche Jain-Pilgerstätte im Norden des südindischen Bundesstaats Tamil Nadu. Der Platz wird auch als Sri Naminatha Bhagawan Digamber Jain Hill bezeichnet.

## Lage
Der aus drei Felshöhlen und zwei freistehenden Tempeln bestehende Jain-Tempelkomplex von Tirumalai liegt versteckt in einem Hügel aus Granitsteinblöcken und zu dessen Füßen etwa 17 km (Fahrtstrecke) nordöstlich des Ortes Polur bzw. ca. 20 km südwestlich des Städtchens Arani im Distrikt Tiruvannamalai. Die Stadt Vellore befindet sich ca. 45 km nördlich. Der kleine Ort zu Füßen des Hügels hieß ehemals Vaigavur.

## Geschichte
Drei Felsinschriften wurden an Ort und Stelle gefunden, die ins 10. Jahrhundert datiert werden; es gibt jedoch Anzeichen und Berichte, dass der Platz deutlich älter ist. Der Tempelkomplex wurde durch spätere Stiftungen immer wieder erweitert und verschönert.

## Architektur

### Felsentempel
Als älteste Teile des Komplexes gelten die drei Felsentempel. In einem befindet sich eine ins 12. Jahrhundert datierte und ca. 16 m hohe Statue des vollkommen nackt auf einer Lotosplinthe stehenden Tirthankaras Neminatha. Die noch gut sichtbaren Wand- und Deckenmalereien in einem der Felsentempel stammen wohl erst aus dem 16. Jahrhundert.

### Kuntahavai-Tempel
Der Kuntahavai Temple ist der ältere der beiden freistehenden Tempel zu Füßen des Granithügels. Er gilt als Stiftung einer Prinzessin mit Namen Kundavai. Der von einem Mauergeviert umschlossene Tempel besteht aus einer pfeilergestützten offenen Vorhalle (mandapa) mit anschließender Cella (garbhagriha). Die einfachen Reliefs auf den Pfeilern legen eine Bauzeit unter den Vijayanagar-Herrschern, d. h. im 15./16. Jahrhundert, nahe. Auch der üppige, aber doch eher grob und aus Terracotta gefertigte Figurenschmuck des beinahe „barock“ anmutenden Turmaufbaus (vimana) passt dazu.

### Mahavira-Tempel
Der Tempel ist Mahavira, dem mythischen Begründer der Jain-Religion, geweiht. Auch hier besteht eine scheinbare künstlerische Diskrepanz zwischen der eher schlichten Architektur des eigentlichen Tempels und dem üppig gestalteten Turmaufbau sowie dem Torbau (gopuram).

## Arahanthgiri Jain Math
Im Jahr 1998 wurde in der Nähe ein Jain-Kloster (math oder mutt) gegründet, welches auch Pilger beköstigt und beherbergt. 